# Beatriz de Meneses
Beatriz de Meneses y Noronha (en portugués: Brites o Beatriz de Meneses e Noronha; c.1560-c.1603) fue la segunda esposa de Pedro de Médici.

## Biografía
Hija de Manuel de Noronha y Menezes, quien fue el primer duque de Vila Real y el dos veces gobernador de Ceuta descendiente del rey Enrique II de Castilla y León, y Fernando I de Portugal, y María de Silva, hija de Álvaro Coutinho, comandante  de Almourol y Brites de Silva, nieta de João Coutinho, segundo Conde de Redondo.
Se casó en España con el turbulento Pedro en 1593. Fue su segunda esposa, después de Leonor Álvarez de Toledo a quien había matado por celos, y su nuevo matrimonio fue adquirido para calmar su temperamento rebelde y violento. El matrimonio con Beatriz logró, en parte, estabilizarlo, tanto económica como emocionalmente, aunque él continuó visitando a su cortesana favorita Antonia Carvajal, con quien tuvo dos hijos ilegítimos, además de los tres que tenían previamente.
La pareja no tuvo hijos y después de la muerte de Pedro se hundió en el olvido a Beatriz.